# 루시타니아 전쟁
루시타니아 전쟁(기원전 155년 - 기원전 139년)은 이베리아반도 서부의 루시타니아에서 로마와 루시타니아인이 싸운 전쟁이다.

## 루시타니아인과 이베리아반도의 정세
제2차 포에니 전쟁의 강화 조약으로 로마는 카르타고로부터 히스파니아의 주도권을 빼앗았다. 그러나 그 실질적 지배권은 지중해에 인접한 해안부와 반도의 남부에 한정되어 있었다. 루시타니아인은 로마 지배가 미치지 않은 이베리아반도의 중서부, 현재의 포르투갈 북부로부터 스페인 중서부에 살고 있었다.

## 전쟁의 개황
루시타니아 전쟁은 기원전 155년에 루시타니아인의 약탈 원정으로 시작되었다. 로마군은 루시타니아군을 되물리치고 나서, 항복한 사람 다수를 죽였다. 남은 루시타니아인은 비리아투스의 아래에 결집하여 로마군과의 항전을 계속했다. 무훈을 인정받은 비리아투스는 루시타니아족의 새로운 지도자가 되었다. 그 후의 전쟁은 일진일퇴였지만, 기원전 140년에 로마는 비리아투스의 부하에게 뇌물을 주고 그를 죽이게 했다. 결국, 명장을 잃은 루시타니아군은 로마군에게 패하여 루시타니아는 로마의 속주로 편입되었다.

## 같이 보기
- 포르투갈의 역사

## 참고 문헌
- Appian's History of Rome. 보관됨 2015-11-19 - 웨이백 머신
- Wintle, Justin. The Rough Guide History of Spain. Rough Guides: Spain, 2003.
- Encyclopaedia Romana: The Celtiberian War and Numantia.